# Відносини Сінгапур — Європейський Союз
Відносини Сінгапуру та Європейського Союзу – це двосторонні відносини між Республікою Сінгапур та Європейським Союзом. Загалом обидві організації підтримують добрі відносини. Їхні лідери проводять регулярні обміни, а Сінгапур має розгалужену мережу посольств у Європейському Союзі. Відносини Сінгапуру з Європейським Союзом починаються з моменту здобуття Сінгапуром незалежності в 1965 році і на сьогоднішній день вони підписали кілька угод.

## Економічні відносини
ЄС розглядає Сінгапур як важливого фінансового партнера в регіоні, що швидко розвивається. Сінгапур залишається найважливішим економічним партнером ЄС в Асоціації держав Південно-Східної Азії (АСЕАН) і є одним із його провідних партнерів у всьому світі.

### Угода про вільну торгівлю між Європейським Союзом і Сінгапуром
Угода про вільну торгівлю Європейського Союзу та Сінгапуру (EUSFTA), яка була вперше запропонована в 2013 році, дехто вважає «наріжним каменем економічних зв’язків». Її підписано 19 жовтня 2018 року. Вона спрямована на усунення бар’єрів для торгівлі та інвестицій в ЄС та Сінгапурі. EUSFTA, яка очікує на ратифікацію, стане першим двостороннім договором між ЄС та країною АСЕАН. Угода знайшла широке схвалення, і багато компаній вітали угоду. Угода може стати основою для нових подібних пактів в Азії.
Серед іншого, угода передбачає зниження тарифів на імпорт і експорт товарів між Сінгапуром та ЄС. Бізнес в обох сферах також може брати участь у торгах на державні проекти. При визначенні тарифних ставок усі продукти АСЕАН будуть розглядатися як вихідні з Сінгапуру.

## Експатріатизм
Є багато експатріантів із Сінгапуру, які живуть в ЄС і навпаки, і є численні ресурси, які можуть допомогти в процесі експатріації. Є також багато агентств, які обслуговують експатріантів. Експатріанти зазвичай мають чудові стосунки з країною перебування.

## Права людини і демократія
Європейський Союз і Сінгапур мають дуже різні політики щодо прав людини, але вони все ще підтримують добрі відносини. Одним із прикладів є смертна кара. Європейський Союз широко виступає проти смертної кари і вважає, що скасування смертної кари призведе до підвищення людської гідності та розвитку прав людини. Сінгапур, з іншого боку, запроваджує смертну кару за такі злочини, як торгівля наркотиками та вбивства. Іноді це викликає обговорення прав людини та моралі смертної кари, як-от у випадку Прабу Патманатана.

### Цензура
Цензура в Сінгапурі в першу чергу спрямована на політичні, расові та релігійні питання. За даними «Репортерів без кордонів», Сінгапур посідає 151 місце серед 180 країн за цензурою. ЄС, у свою чергу, загалом має найбільшу свободу вираження поглядів у світі. Щоб країна приєдналася до ЄС, вона повинна спочатку гарантувати свободу вираження поглядів як основне право людини.